# Batalha de Ceramaia
A Batalha de Ceramaia (Keramaia) foi uma grande vitória naval bizantina sobre a frota egípcia do Califado Omíada em Chipre em 746.

## Batalha
A batalha é mencionada pelos historiadores bizantinos Teófanes, o Confessor, o patriarca Nicéforo I e Anastácio Bibliotecário. Segundo as fontes, a frota egípcia velejou de Alexandria ao Chipre. O estratego dos cibirreotas conseguiu surpreender os árabes e bloquear a entraram do porto de Ceramaia. Como resultado, quase a frota árabe inteira — Teófanes escreve, com exagero óbvio, de 1 000 dromons, enquanto Anastácio dá um número mais plausível de 30 navios — foi destruída. Segundo Teófanes, "diz-se que apenas três navios escaparam".

## Rescaldo
A derrota decisiva foi um evento sinalizante: em seu rescaldo, as frotas egípcias não são mencionada até a segunda metade do século IX, após o Saque de Damieta. Começando com E. W. Brooks, vários estudiosos assumem que durante esse período todo, não havia uma marinha egípcia. Isso é incorreto, pois fontes árabes e cipriotas mencionam a presença de um arsenal em Fostate e uma atividade naval no Egito por todo o período, mas o Egito deixou de ser uma grande base de expedições navais contra o Império Bizantino durante este tempo.